# بافت چربی

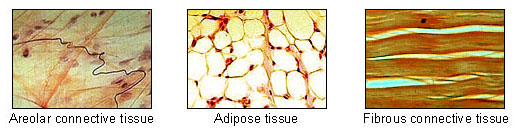
بافت چربی یکی از اصلی‌ترین بافت همبند است

در بافت شناسی بافت چربی گونه‌ای از بافت همبند شل است که به‌طور عمده از آدیپوسیت‌ها تشکیل می‌شود. این بافت ۸۰ درصد چربی را تشکیل می‌دهد و نقش اصلی آن ذخیره انرژی به صورت چربی است و موجب چاقی و اضافه وزن می‌گردد. دو نوع بافت چربی وجود دارد: بافت چربی سفید و بافت چربی قهوه‌ای.

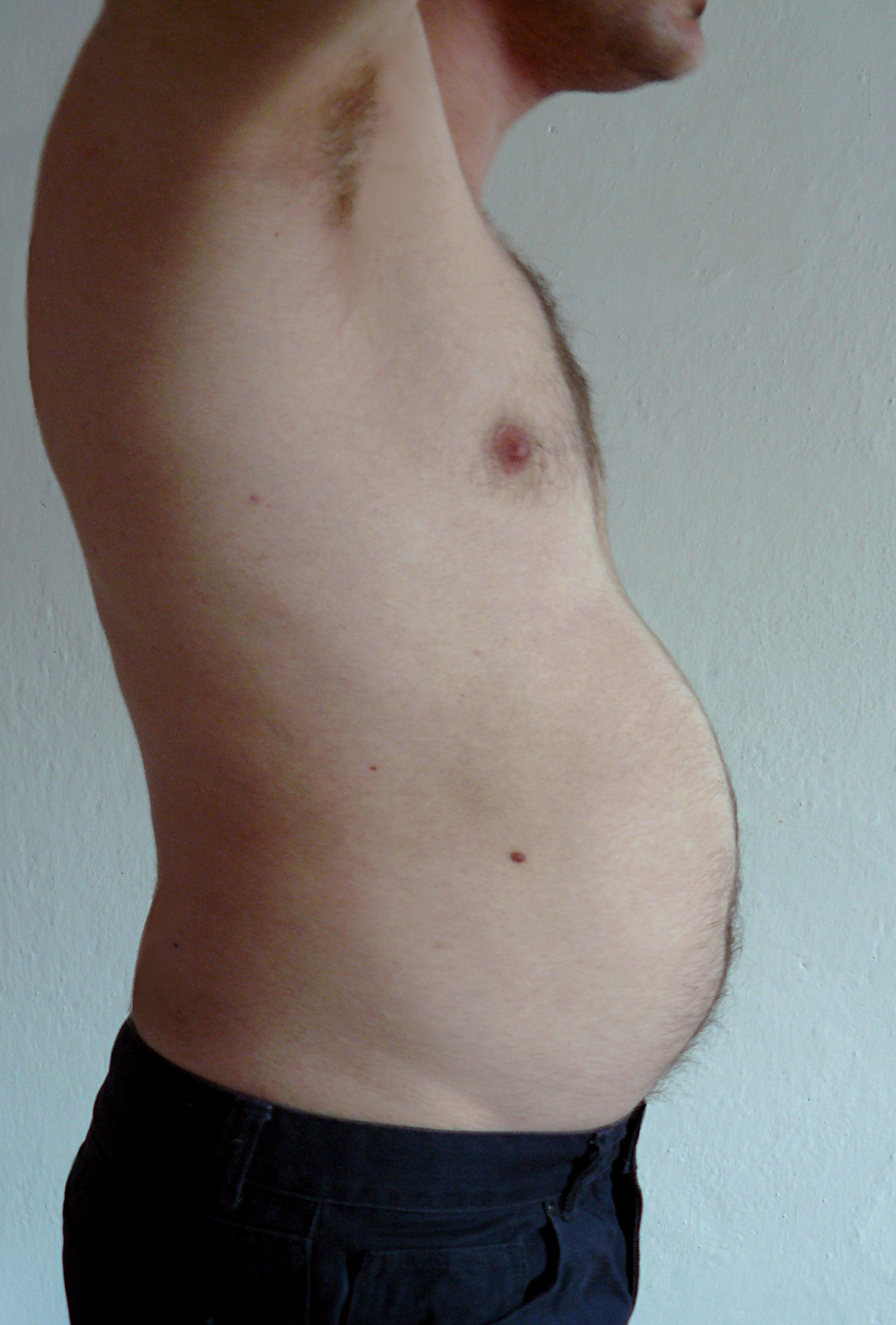
چاقی شکمی در مردان

## کارکردها
بافت چربی سفید چهار کار مهم را بر عهده دارد
۱. عایق حرارتی
۲. ضربه گیر مکانیکی
۳. مهم‌ترین منبع ذخیرهٔ انرژی بدن
۴. ترشح برخی هورمون‌ها مانند لپتین، استروژن، آدیپونکتین، رزیستین، (PAI-1 ،اینترلوکین ۶ و عامل نکروز توموری آلفا  TNFα  
بافت چربی قهوه‌ای در اطراف گردن و عروق اصلی توراکس قرار دارد.

## نگارخانه

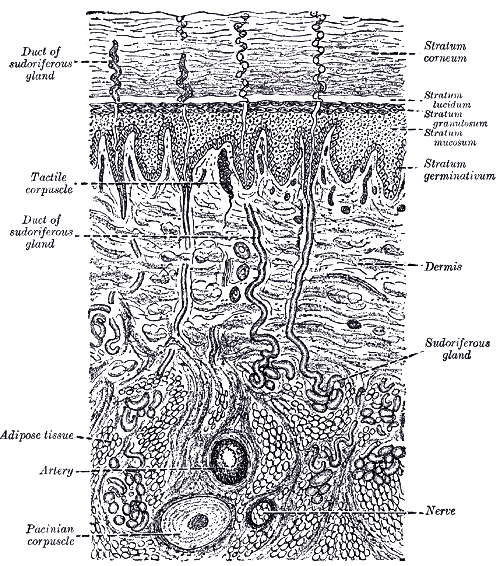
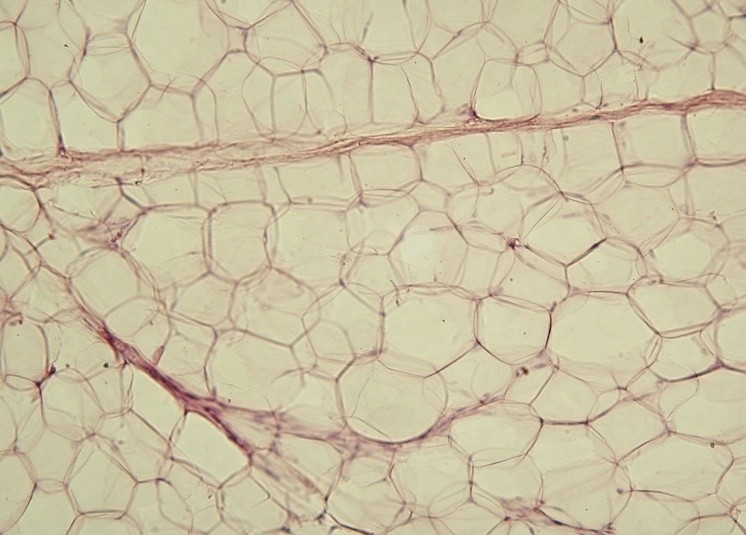
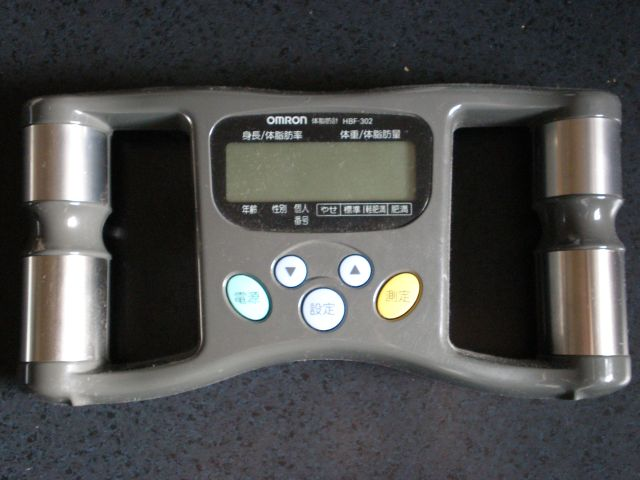